# Minervarya
A Minervarya a kétéltűek (Amphibia) osztályába, a békák (Anura) rendjébe és a  Dicroglossidae családjába tartozó nem. Egyes szerzők szerint a nem a Fejervarya szinonimája, és azzal parafiletikus csoportot alkot.

## Elterjedése
A nembe tartozó fajok India endemikus élőlényei.

## Rendszerezés
A nembe az alábbi fajok tartoznak:
- Minervarya agricola (Jerdon, 1853)
- Minervarya andamanensis (Stoliczka, 1870)
- Minervarya asmati (Howlader, 2011)
- Minervarya brevipalmata (Peters, 1871)
- Minervarya caperata (Kuramoto, Joshy, Kurabayashi, and Sumida, 2008)
- Minervarya cepfi (Garg and Biju, 2017)
- Minervarya chiangmaiensis (Suwannapoom, Yuan, Poyarkov, Yan, Kamtaeja, Murphy, and Che, 2016)
- Minervarya chilapata Ohler, Deuti, Grosjean, Paul, Ayyaswamy, Ahmed, and Dutta, 2009
- Minervarya dhaka (Howlader, Nair, and Merilä, 2016)
- Minervarya goemchi (Dinesh, Kulkarni, Swamy, and Deepak, 2018 "2017")
- Minervarya gomantaki (Dinesh, Vijayakumar, Channakeshavamurthy, Torsekar, Kulkarni, and Shanker, 2015)
- Minervarya greenii (Boulenger, 1905)
- Minervarya jhilmilensis (Bahuguna, 2018)
- Minervarya kadar (Garg and Biju, 2017)
- Minervarya kalinga (Raj, Dinesh, Das, Dutta, Kar, and Mohapatra, 2018)
- Minervarya keralensis (Dubois, 1981)
- Minervarya kirtisinghei (Manamendra-Arachchi and Gabadage, 1996)
- Minervarya krishnan (Raj, Dinesh, Das, Dutta, Kar, and Mohapatra, 2018)
- Minervarya kudremukhensis (Kuramoto, Joshy, Kurabayashi, and Sumida, 2008)
- Minervarya manoharani (Garg and Biju, 2017)
- Minervarya marathi (Phuge, Dinesh, Andhale, Bhakare, and Pandit, 2019)
- Minervarya modesta (Rao, 1920)
- Minervarya muangkanensis (Suwannapoom, Yuan, Jiang, Yan, Gao, and Che, 2017)
- Minervarya mudduraja (Kuramoto, Joshy, Kurabayashi, and Sumida, 2008)
- Minervarya murthii (Pillai, 1979)
- Minervarya mysorensis (Rao, 1922)
- Minervarya neilcoxi (Garg and Biju, 2017)
- Minervarya nepalensis (Dubois, 1975)
- Minervarya nicobariensis (Stoliczka, 1870)
- Minervarya nilagirica (Jerdon, 1853)
- Minervarya parambikulamana (Rao, 1937)
- Minervarya pierrei (Dubois, 1975)
- Minervarya rufescens (Jerdon, 1853)
- Minervarya sahyadris Dubois, Ohler, and Biju, 2001
- Minervarya sauriceps (Rao, 1937)
- Minervarya sengupti (Purkayastha and Matsui, 2012)
- Minervarya syhadrensis (Annandale, 1919)
- Minervarya teraiensis (Dubois, 1984)